# Guzianka Mała
Guzianka Mała – jezioro polodowcowe w Polsce, położone w województwie warmińsko-mazurskim, w powiecie piskim, w gminie Ruciane-Nida.

## Dane morfometryczne
- powierzchnia: około 40 ha
- głębokość przy śluzie: około 2–3 m
- głębokość maksymalna: do 10 m

## Charakterystyka
Jezioro jest otoczone lasami Puszczy Piskiej. Poprzez Śluzę Guzianka połączone z Jeziorem Bełdany. Poprzez krótki kanał połączone z jeziorami Guzianka Wielka i Nidzkim. Zbiornik objęty granicami Mazurskiego Parku Krajobrazowego.
Jezioro podzielone na dwie części rozdzielone małą wysepką. Część opodal śluzy jest płytka, mało atrakcyjna i służy głównie jako część szlaku żeglugowego do portu Ruciane-Nida i dalej na Jezioro Nidzkie. Druga część, znajdująca się za wyspą, jest atrakcyjnym miejscem z punktu widzenia turysty. Woda jest przejrzysta, a brzegi strome i zalesione. Jezioro jest mało zmienione przez turystykę (poza częścią przez którą przebiega kanał żeglowny) gdyż niewielu żeglarzy zatrzymuje się tutaj. Jezioro jest niewielkim zbiornikiem o powierzchni zwierciadła wody 36,8 ha. Dno mało urozmaicone skłania się w stronę maksymalnego głeboczka - 13,3 m. Głębokość średnia wynosi 2,7 m, pojemność misy jeziornej - 989,9 tys. m³. Zbiornik nie posiada cieków powierzchnowych, zasilany jest wodami jeziora Guzianka Wielka, oba zbiorniki połączone są przewężeniami mis jeziornych. Z Guzianki Małej woda odpływa do jeziora Bełdany. Jezioro Guzianka Mała jest niedużym zbiornikiem o mało urozmaiconym dnie i wklęsłej formie misy jeziornej. Właśnie poprzez śluzę Guzianka łączy się z jeziorem Bełdany.